# Campeonato Paulista de Futebol de 1950
O Campeonato Paulista de Futebol de 1950 foi a 10.ª edição do campeonato organizado pela Federação Paulista de Futebol. Teve o Palmeiras como campeão e o São Paulo como vice.
O artilheiro da competição foi Pinga, da Portuguesa, com 22 gols.

## História
O Campeonato Paulista de 1950 reuniu as 12 melhores equipes das cidades de Campinas, Piracicaba, Santos e São Paulo. A fórmula de disputada foi por pontos corridos, em turno e returno.
Na última rodada, Palmeiras e São Paulo enfrentaram-se. Quem vencesse ficaria com o título, e o empate garantiria a taça ao time alviverde. Essa partida ficou conhecida como "Jogo da Lama", porque choveu muito, e o gramado do Pacaembu virou um lamaçal. Houve um gol anulado que causou polêmica nesse jogo, do são-paulino Teixeirinha, que poderia ter dado o tricampeonato ao Tricolor Turcão, que também jogara no São Paulo, afirmou que o gol foi corretamente anulado: "O bandeirinha estava certo. Teixeirinha vinha por trás de mim para receber a bola. O bandeirinha levantou a bandeira antes de ele se posicionar em condição de jogo."
Outra polêmica foi pro conta do juiz inglês Alwin Bradley que apitou a final entre Palmeiras e Sâo Paulo. O juiz foi pular carnaval na sede do Palmeiras, no Parque Antártica.. O jogador Bauer falou sobre o episódio "Fomos roubados, tanto que o juiz foi até pular o carnaval no Palmeiras".
Foi devido a essa conquista que o Palmeiras disputou a Copa Rio de 1951, torneio que a FIFA reconheceu como a primeira competição de clubes de nível mundial. Antes do resultado final, ficou estabelecido que o vencedor do campeonato paulista e do carioca tinha vaga garantida no Torneio Mundial dos Campeões.
Com sua 12.ª conquista do Campeonato Paulista o Palmeiras tornou-se o segundo maior campeão do torneio, superando o Club Athletico Paulistano (detentor de onze títulos) e empatando com o rival Corinthians (detentor de doze títulos).

## Jogo do Título
| 28 de janeiro de 1951 | Palmeiras    | 1–1           | São Paulo      | Estádio do Pacaembu, São Paulo, SP                  |
|                       | Achilles 60' | Ficha técnica | Teixeirinha 4' | Público: 50 917 · Árbitro: Alwin Bradley Inglaterra |

- Palmeiras: Oberdan; Turcão e Oswaldo; Waldemar Fiúme, Luis Villa e Sarno; Lima, Canhotinho, Achilles, Jair Rosa Pinto e Rodrigues. Técnico: Ventura Cambom.
- São Paulo: Mário; Savério e Mauro; Rui, Bauer e Noronha; Dido, Remo, Friaça, Leopoldo e Teixeirinha. Técnico: Vicente Feola.

## Classificação geral
| Classificação - Final | Classificação - Final | Classificação - Final | Classificação - Final | Classificação - Final | Classificação - Final | Classificação - Final | Classificação - Final | Classificação - Final | Classificação - Final |
| Time | Time                  | PG                    | J                     | V                     | E                     | D                     | GP                    | GC                    | SG                    |
| --- | --------------------- | --------------------- | --------------------- | --------------------- | --------------------- | --------------------- | --------------------- | --------------------- | --------------------- |
| 1 | Palmeiras             | 32                    | 22                    | 13                    | 6                     | 3                     | 45                    | 22                    | 23                    |
| 2 | São Paulo             | 31                    | 22                    | 13                    | 5                     | 4                     | 54                    | 26                    | 28                    |
| 3 | Santos                | 31                    | 22                    | 13                    | 5                     | 4                     | 47                    | 34                    | 13                    |
| 4 | Portuguesa            | 29                    | 22                    | 13                    | 3                     | 6                     | 67                    | 36                    | 31                    |
| 5 | Corinthians           | 28                    | 22                    | 10                    | 8                     | 4                     | 47                    | 34                    | 13                    |
| 6 | Guarani               | 23                    | 22                    | 9                     | 5                     | 8                     | 34                    | 41                    | -7                    |
| 7 | Ypiranga              | 19                    | 22                    | 9                     | 1                     | 12                    | 33                    | 40                    | -7                    |
| 8 | Juventus              | 18                    | 22                    | 7                     | 4                     | 11                    | 35                    | 45                    | -10                   |
| 9 | XV de Piracicaba      | 17                    | 22                    | 6                     | 5                     | 11                    | 30                    | 40                    | -10                   |
| 10 | Portuguesa Santista   | 16                    | 22                    | 6                     | 4                     | 12                    | 34                    | 39                    | -5                    |
| 11 | Nacional              | 12                    | 22                    | 4                     | 4                     | 14                    | 20                    | 55                    | -35                   |
| 12 | Jabaquara             | 8                     | 22                    | 3                     | 2                     | 17                    | 23                    | 57                    | -34                   |
| PG - Pontos Ganhos; J - Jogos; V - Vitórias; E - Empates; D - Derrotas; GP - Gols Pró; GC - Gols Contra; SG - Saldo de Gols |                       |                       |                       |                       |                       |                       |                       |                       |                       |

|  |         |
|  | Campeão |

## Premiação
| Campeão Paulista de 1950 |
| ------------------------ |
| PALMEIRAS (12º título)   |